# Pașukî, Slavuta
Pașukî (în ucraineană Пашуки) este un sat în comuna Horoveț din raionul Slavuta, regiunea Hmelnîțkîi, Ucraina.

## Demografie
Componența lingvistică a localității Pașukî
     Ucraineană (99,82%)
     Alte limbi (0,18%)
Conform recensământului din 2001, majoritatea populației localității Pașukî era vorbitoare de ucraineană (99,82%), existând în minoritate și vorbitori de alte limbi.